# Polymera (Polymera) arawak
Polymera (Polymera) arawak is een tweevleugelige uit de familie steltmuggen (Limoniidae). De soort komt voor in het Neotropisch gebied.